# Chinatown (Washington D.C.)

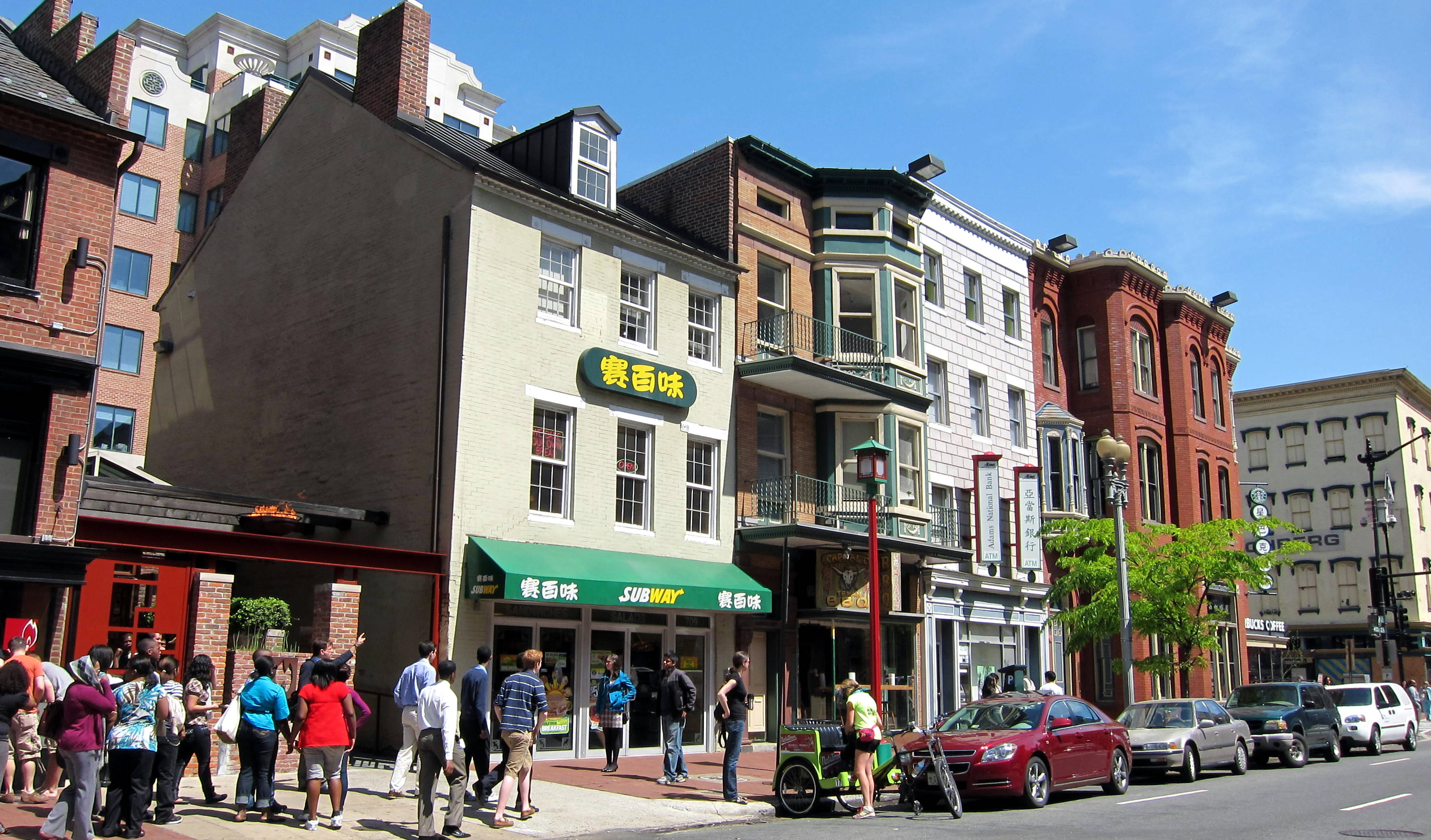
H Street

Washington Chinatown is een kleine Chinese buurt van de Amerikaanse hoofdstad Washington en ligt tussen H Street, I Street, 5th Street en 8th Street. Er zijn ongeveer twintig Chinese restaurants en winkels te vinden. De buurt wordt gekenmerkt door de Chinese poort uit 1986 die één miljoen dollar kostte en door de overheid werd bekostigd. De poort symboliseert de vriendschap tussen de stad en haar zusterstad Beijing. Gallery Place-Chinatown station is de dichtstbijzijnde metrostation.
Chinatown was oorspronkelijk een migrantenwijk van Duitse Amerikanen. Tegenwoordig is de lokale afdeling van het Goethe-instituut nog in de wijk te vinden. Vanaf de jaren dertig van de 20e eeuw migreerden de Chinese Amerikanen naar deze wijk. De oorspronkelijke Chinatown waar ze woonden werd gesloopt om plaats te maken voor de Federal Triangle government office complex. 
De dichtstbijzijnde andere Chinatown ligt in Rockville (Maryland). De rellen in Washington van 1968 zorgden voor een Chinese vlucht naar Maryland en Virginia. Bij de rellen werden vele huizen en winkels vernield als reactie op de moord op Martin Luther King.
De Starbucks en Subway in Chinatown hebben een Chineestalig reclamebord. In de wijk zijn vijf kerken en een synagoge te vinden.